# Original-Hörspiel
Ein Original-Hörspiel ist aus einem Text oder einer akustischen Klangkomposition entstanden und ursprünglich für die Produktion und Erstveröffentlichung als Hörspiel konzipiert worden. Es ist bereits bei seiner Entstehung ausschließlich auf die speziellen medialen Anforderungen und Möglichkeiten dieser Kunstform zugeschnitten worden.

## Abgrenzung
Eine Adaption respektive eine Bearbeitung anderer Texte (z. B. Theaterstücke, Prosa, Lyrik, Filmdrehbücher etc.) für die Veröffentlichung als Hörspiel ist nicht als Original-Hörspiel zu bezeichnen. So beschreibt der häufig auftauchende Slogan "Das Original-Hörspiel zum Film" demnach eben kein Original-Hörspiel in diesem Sinne, sondern meint häufig ein aus der Tonspur (oder dem Skript) eines Filmes entstandenes Nebenprodukt (Spin-off).
Vor einigen Jahrzehnten war eine solche Extra-Abgrenzung nicht nötig, denn – so eine anerkannte damalige Theorie – war generell mit „Hörspiel“
„[...] ein original für den Hörfunk abgefasstes, in sich geschlossenes und in einer einmaligen Sendung von in der Regel dreißig bis neunzig Minuten - in seltenen Extremfällen von fünfzehn Minuten bis vier Stunden - Dauer aufgeführtes überwiegend sprachliches Werk bezeichnet, das beim Publikum eine der Kunst spezifische Wirkung hervorzubringen versucht, und das in keinem anderen Medium ohne entscheidende Strukturveränderungen existieren kann.“ (Armin P. Frank: Das Hörspiel, 1963, S. 23)
gemeint.

## Veröffentlichung
Die Veröffentlichung von Original-Hörspielen erfolgt üblicherweise durch den Hörfunk, in der Regel durch öffentlich-rechtliche Sender, die die größten Auftraggeber solcher Produktionen sind. Aber auch das Internet und kleine Auflagen von Tonträgern bieten Original-Hörspielmachern eine Verbreitungsplattform.

## Auszeichnungen
Als wichtigster Preis für Original-Hörspiele gilt (im deutschsprachigen Raum) der Hörspielpreis der Kriegsblinden. Dieser wird jedes Jahr „für ein von einem deutschsprachigen Sender konzipiertes und produziertes Original-Hörspiel verliehen, das in herausragender Weise die Möglichkeiten der Kunstform realisiert und erweitert“ (Statut des Preises).

## Beispiele
Als erstes Original-Hörspiel in Europa gilt Richard Hughes’ Stück Gefahr, welches am 15. Januar 1924 von der BBC unter dem Titel A Comedy of Danger erstmals ausgestrahlt wurde. Die erste deutsche Produktion sendete die Nordische Rundfunk AG (NORAG) in Hamburg mit Paul Ellmar, Edith Scholz und Karl Pündter am 24. August 1925. Die Besonderheit des Funkdramas besteht darin, dass drei Personen einer Besichtigungsgruppe eines walisischen Bergwerks nach einem Unglück, von den übrigen Besuchern getrennt, in absoluter Dunkelheit, auf Rettung wartend, ausharren müssen. Damit sind die Protagonisten, wie auch die Hörer, ausschließlich auf die Stimmen und Geräusche angewiesen.
Ein weiteres bekanntes Beispiel für einen Original-Hörspiel-Stoff ist A Hitchhiker’s Guide to the Galaxy (deutscher Titel Per Anhalter ins All) von Douglas Adams. Adams entwickelte den Stoff zunächst als Hörspiel-Serie für die BBC 1978. Auf diese ursprüngliche mediale Veröffentlichungsform folgten dann später Romane, TV- und Filmdrehbücher und weitere Nebenprodukte. Im Gegensatz dazu ist das wohl berühmteste Hörspiel Krieg der Welten von Orson Welles nicht als Original-Hörspiel zu bezeichnen, da es sich um die Hörspielbearbeitung eines Romans von H. G. Wells handelte.
Zu den bekanntesten Original-Hörspielen gehören wohl die mehrteiligen Paul-Temple-Hörspiele des britischen Autors Francis Durbridge, die zwischen 1938 und 1968 vom Sender BBC produziert wurden und in Großbritannien sehr erfolgreich waren, besonders in der Besetzung mit Peter Coke und Marjorie Westbury. Zwischen 1949 und 1968 wurden dann auch in Westdeutschland 12 Mehrteiler dieser Reihe vom NWDR bzw. dem WDR hergestellt und ausgestrahlt.